# Monroe Point
Der Monroe Point ist eine Landspitze im Südwesten von Snow Island im Archipel der Südlichen Shetlandinseln. Sie liegt 5 km nordwestlich von Kap Conway und stellt die südliche Begrenzung der Einfahrt zur Barutin Cove dar.
Wissenschaftler der britischen Discovery Investigations benannten sie als Low Point, doch diese Benennung setzte sich nicht durch. Das UK Antarctic Place-Names Committee benannte sie in Anlehnung an die Benennung von Snow Island als Monroe Island durch Robbenfänger in den 1820er Jahren. Hier war vermutlich die Sloop James Monroe Namensgeberin, das Schiff des US-amerikanischen Robbenfängerkapitäns Nathaniel Palmer, mit dem dieser gemeinsam mit seinem britischen Pendant George Powell im Dezember 1821 die Südlichen Orkneyinseln entdeckt hatte.